# Journal of Exposure Science and Environmental Epidemiology
Das Journal of Exposure Science and Environmental Epidemiology, abgekürzt J. Expo. Sci. Environ. Epidemiol., ist eine wissenschaftliche Fachzeitschrift, die von Springer Nature veröffentlicht wird. Derzeit erscheint die Zeitschrift mit sechs Ausgaben im Jahr. Es werden Arbeiten veröffentlicht, die sich mit der Fragen der Exposition gegen toxische Substanzen sowie der Umweltepidemiologie beschäftigen.
Der Impact Factor der Zeitschrift lag im Jahr 2018 bei 3,025.